# Flame Seedless

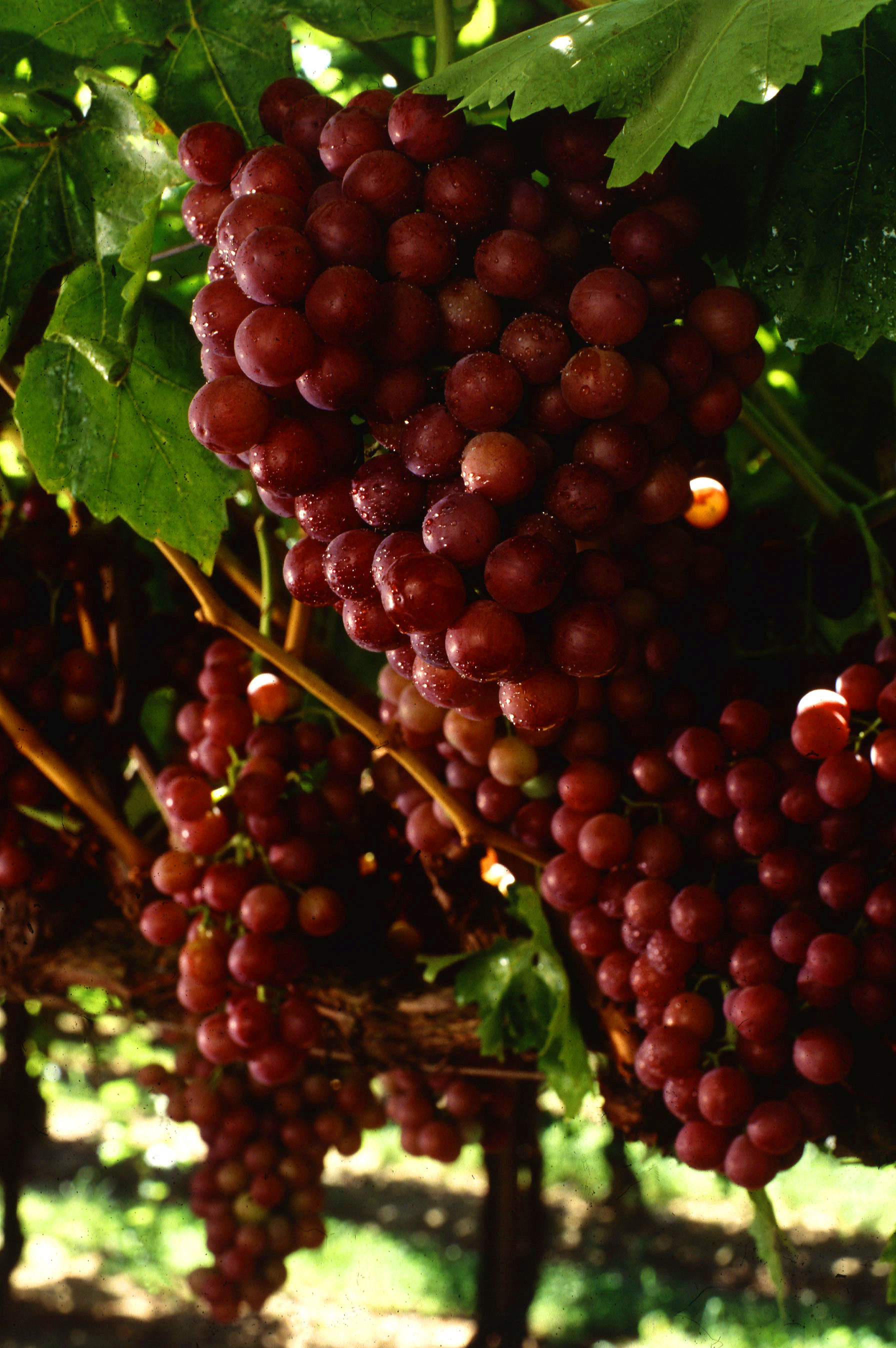
Flame Seedless

Flame Seedless este un strugure de masă timpuriu, cu boabe roșii, apiren obținut de către John H. Weinberger și FN Harmon în Fresno, California fiind rezultatul unei hibridări complexe și reușite a soiurilor (Cardinal x Sultanina) x (Red Malaga x Tifafihi Ahmer) x (Muscat de Alexandria x Sultanina) începute în 1961 și introdus în producție în 1973. 

## Descriere
Strugurii au o mărime medie-mare, de formă conică. Bobițele au culoarea roșie-aprinsă, cu o formă rotundă, fără semințe și cu pulpa crocantă. Sunt bine plasate pe struguri, care sunt frumoși și comozi la ambalare. Soiul are un termen de coacere foarte timpuriu. Masa medie a bobițelor atinge 4-6 g. Posedă o productivitate înaltă. Este cel mai răspândit soi apiren cu termenul de coacere timpuriu. La utilizarea metodei de cultură protejată creșterea acestui soi devine posibilă în orice regiune viticolă.

## Răspândire
De la introducerea sa în 1973, Flame Seedless a devenit una dintre cele soiuri de struguri mai larg plantate și recunoscute în industria de struguri de masă din California, cu peste 9.300 de hectare din producția comercială.